# Cattedrale di Angers
La cattedrale di San Maurizio (in francese: cathédrale Saint-Maurice) è il principale luogo di culto della città francese di Angers, nella Loira, e chiesa madre della diocesi omonima.
Durante il Medioevo sia la cattedrale di Angers, sia la cattedrale di Amiens rivendicarono il possesso della testa di Giovanni Battista.
Dal 1862 è monumento storico di Francia.

## Storia
All'inizio dell'XI secolo, Hubert de Vendôme, vescovo di Angers dal 1010 al 1047, volle costruire una nuova cattedrale in stile romanico al posto della precedente, ormai insufficiente. La nuova chiesa venne consacrata il 16 agosto 1025 ma, solo dopo sette anni dal suo completamento, nel 1032, bruciò completamente a causa di un incendio.
Soltanto alla fine del secolo, Geoffroy de Tours, vescovo di Angers dal 1081 al 1093, diede inizio alla ricostruzione dell'edificio, che fu continuata sotto l'episcopato di Renaud de Martigné e di Ulger. La nuova chiesa venne terminata soltanto nella prima metà del XIII secolo, essendo vescovo Guillaume de Beaumont.
In seguito, la cattedrale subì una serie di modifiche: nel XVI secolo, su progetto di Jean Delespine, venne aperta la galleria della facciata e venne costruita, al centro delle due torri preesistenti, una torre in stile rinascimentale con coronamento esagonale. Nel 1518 venne realizzata la cuspide della torre nord, nel 1523 la cuspide della torre sud.
Nel 1806 venne demolito l'antico portico che precedeva la facciata.

## Descrizione

### Misure e dimensioni
| Parametro                    | Misura  |
| ---------------------------- | ------- |
| Lunghezza totale             | 90,47 m |
| Lunghezza della navata       | 48 m    |
| Larghezza della facciata     | 23 m    |
| Larghezza della navata       | 16,4 m  |
| Altezza delle volte          | 24,70 m |
| Altezza delle torri laterali | 75 m    |

### Esterno

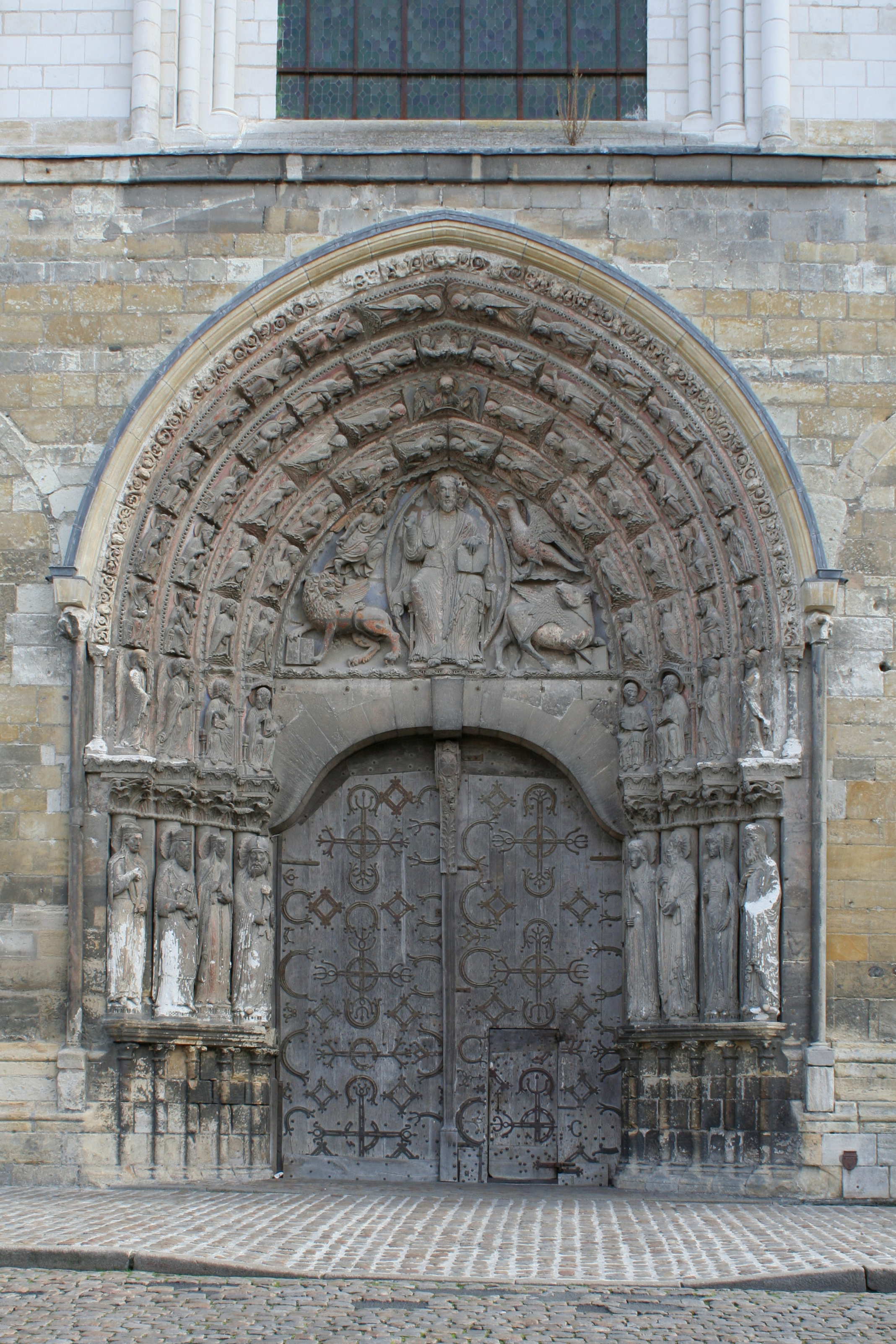
Il portale

L'esterno della cattedrale di San Maurizio è caratterizzato dalla facciata, costruita in stile gotico e poi modificata in stile rinascimentale. Essa si compone di tre fasce sovrapposte e delle torri: nella fascia inferiore, in luogo dell'antico portico a due ordini di arcate, demolito nel XIX secolo, vi è una semplice parete al centro della quale si apre il portale strombato gotico; la fascia mediana presenta, al centro un finestrone romanico con arco a tutto sesto e, alla destra e alla sinistra di esso, quattro archetti ogivali ciechi; la fascia superiore, infine, presenta due serie di cinque archetti a tutto sesto ciechi e, al centro, la galleria rinascimentale, opera di Jean Delespine, con raffigurati i Cavalieri compagni di San Maurizio. La facciata termina con le tre torri, le due laterali del XII secolo e la centrale del XVI secolo; le prime terminano con alte cuspidi a pianta ottagonale; la seconda, invece, presenta due ordini, con quello inferiore a pianta quadrata e quello superiore a pianta ottagonale e sormontato da una lanterna.
L'esterno della cattedrale di San Maurizio è caratterizzato dall'assenza di archi rampanti, tipici dell'architettura gotica, e dalla presenza, invece, di contrafforti, tipici dell'architettura romanica. Tuttavia, non mancano elementi puramente gotici come l'elaborata balaustra scolpita ad archetti sopra le mura, i doccioni, e le chiméres, poste alla sommità dei contrafforti. Sono assenti sia la cupola, sia la flèche.

### Interno

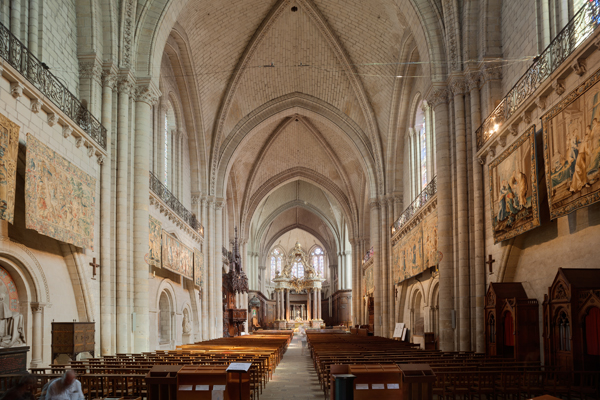
L'interno

L'interno della cattedrale di San Maurizio è a pianta a croce latina, con navata unica, transetto sporgente e abside semicircolare preceduta da coro quadrangolare.
La navata si compone di tre campate aventi le medesime caratteristiche: ciascuna di esse è a pianta quadrata, è coperta con volta a crociera ogivale, sulle pareti laterali ha un ballatoio sormontato da una bifora per lato. Sulla parete di sinistra della terza campata, si trova il pregevole pulpito ligneo neogotico, riccamente decorato con sculture e rilievi. Le due campate del transetto, aperto nel XV secolo, seguono le caratteristiche delle campate della navata e così anche il coro; nelle due testate si aprono altrettanti rosoni: quello meridionale reca una vetrata del XV secolo raffigurante Cristo in maestà tra angeli musicanti, i vegliardi dell'Apocalisse e i degni zodiacali, mentre quello settentrionale è chiuso da una vetrata coeva con Cristo mostra le sue piaghe tra gli angeli recanti gli strumenti della Passione, i quindici segni precursori della fine del mondo e le allegorie dei dodici mesi dell'anno. L'abside è illuminata da cinque bifore.
Il presbiterio, situato nel coro, è rialzato di alcuni gradini rispetto al resto della chiesa ed è recintato da una balaustra neogotica in ferro battuto. Al centro, si trova il pregevole altare maggiore barocco in marmi policromi, sormontato da un ciborio sorretto da sei colonne corinzie. Alla sinistra dell'altare, si trova la cattedra vescovile, in legno, mentre sulla destra si trova l'ambone.

### Organi a canne
Sulla cantoria in controfacciata, si trova l'organo a canne principale della cattedrale.
Nel XIV secolo, la cattedrale aveva già un organo a canne, che venne sostituito nel 1416 da un nuovo organo, opera di Jean Chabencel, che, colpito da un fulmine, bruciò nel 1451. Un nuovo strumento venne costruito soltanto a partire dal 1507 su iniziativa di Anna di Bretagna, situato come il precedente sulla cantoria in controfacciata; l'organo, realizzato da Ponthus Jousseline che lo completò nel 1513, era costituito da una cassa principale con, ai lati, due torri per i registri della pedaliera. Lo strumento venne restaurato una prima volta dopo un incendio, avvenuto nel 1533 da Peter Bert ed una seconda volta da Marin Ingoult nel 1701, fino a raggiungere 47 registri disposti su quattro tastiere e pedaliera.
Tra il 1742 e il 1748 Pierre-Étienne Sarugue costruì un nuovo organo reimpiegando parte del materiale fonico di quello precedente, dotato di una nuova cassa barocca. Successivamente, Aristide Cavaillé-Coll lo ricostruì quasi integralmente nel 1873 (opus 367/356), e operazione analoga venne condotta nel 1957-1959 dalla ditta organaria Beuchet-Debièrre. Attualmente lo strumento è a trasmissione elettrica con 65 registri distribuiti su tre manuali e pedale.
Al centro dell'abside, a pavimento, si trova un altro organo a canne di minori dimensioni, realizzato nel 1851 da Louis Bonn e più volte modificato; ha 20 registri su due manuali e pedale, ed è a trasmissione mista.

## Galleria d'immagini

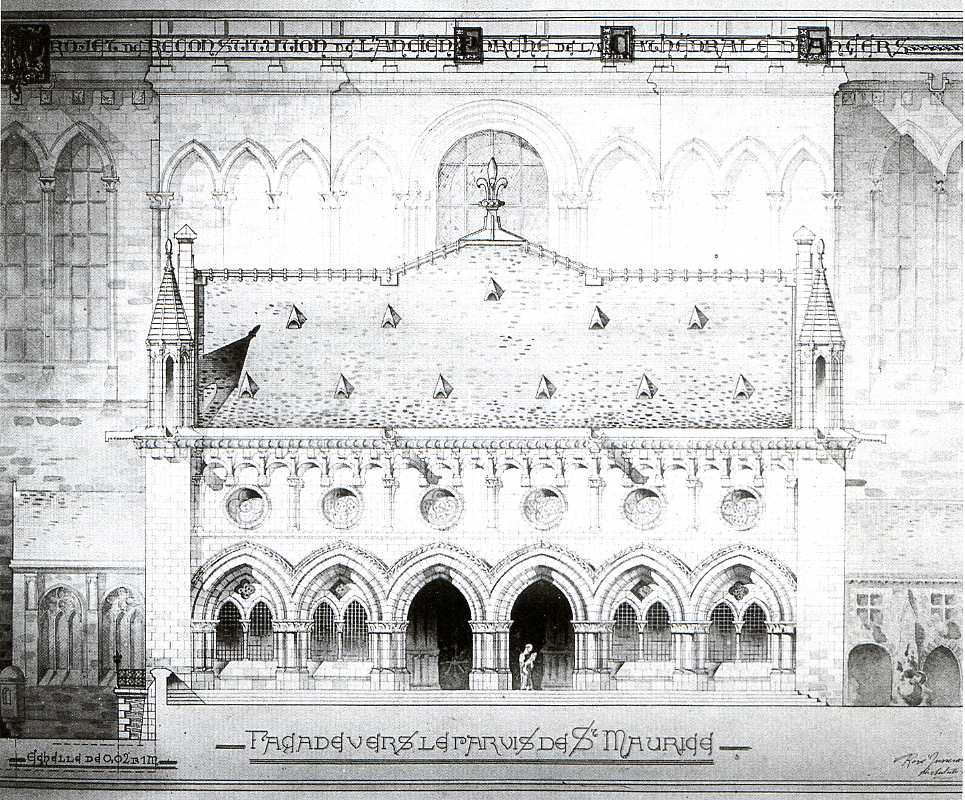
Il perduto portico medievale
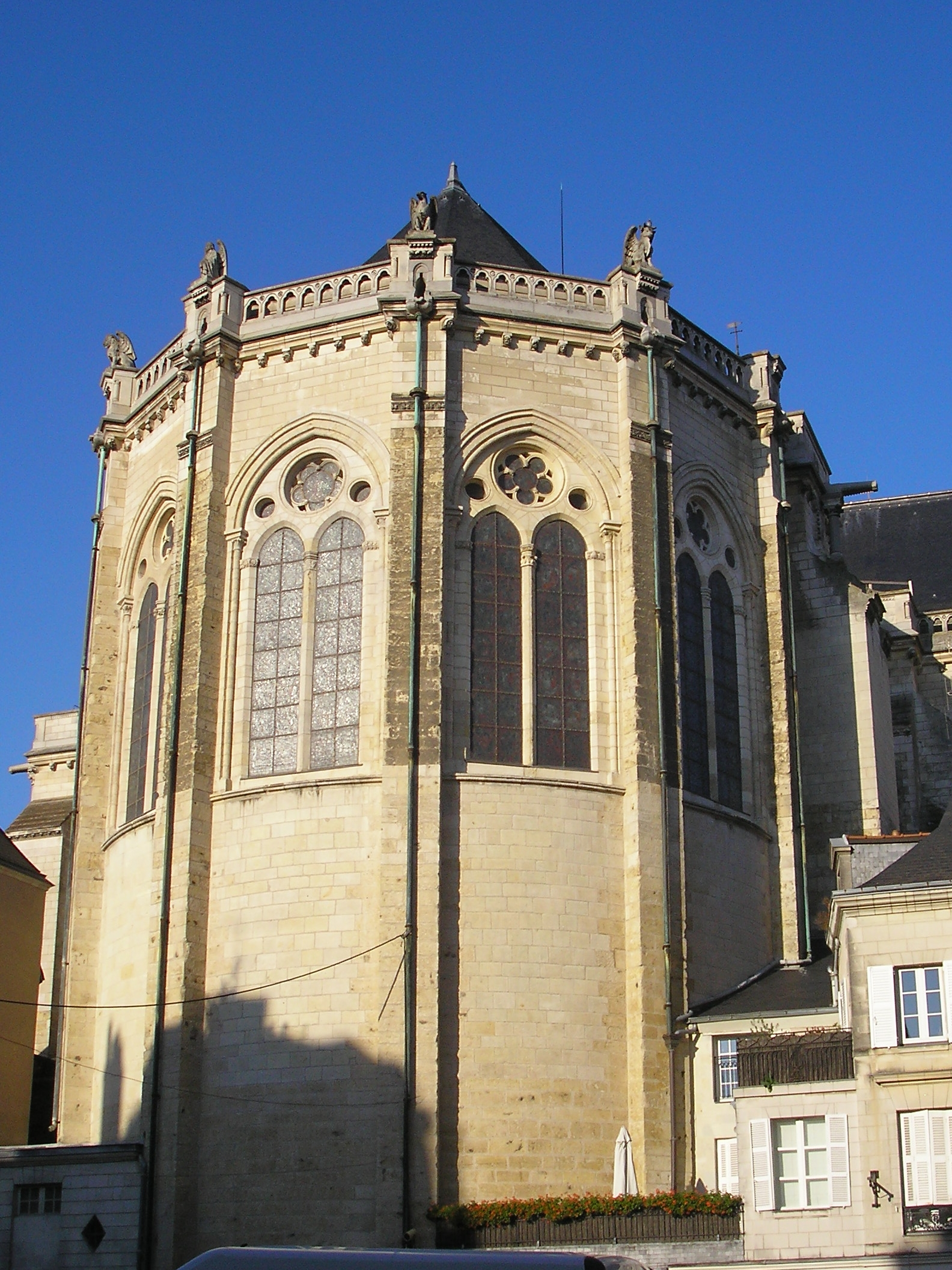
Esterno dell'abside
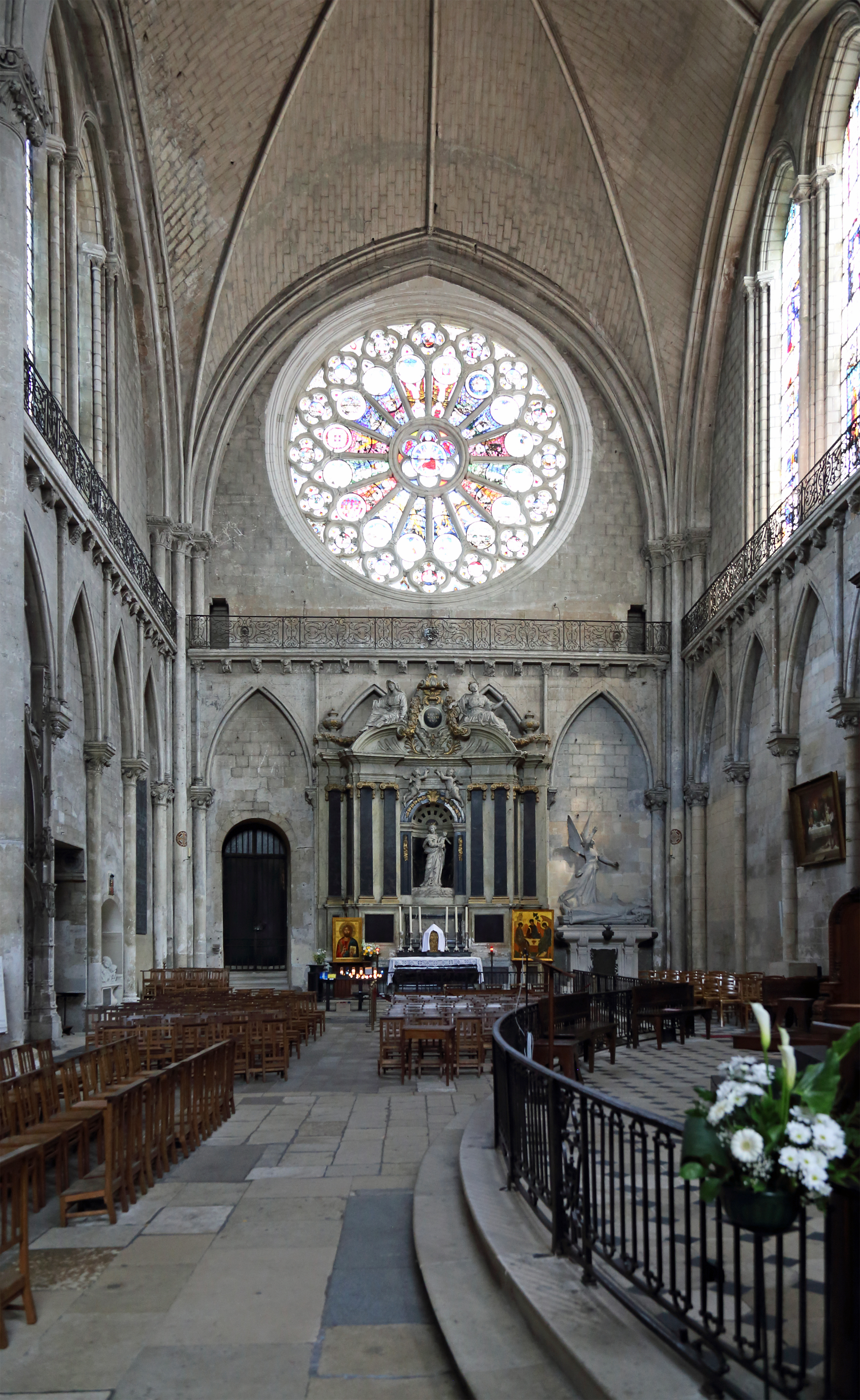
Interno del transetto
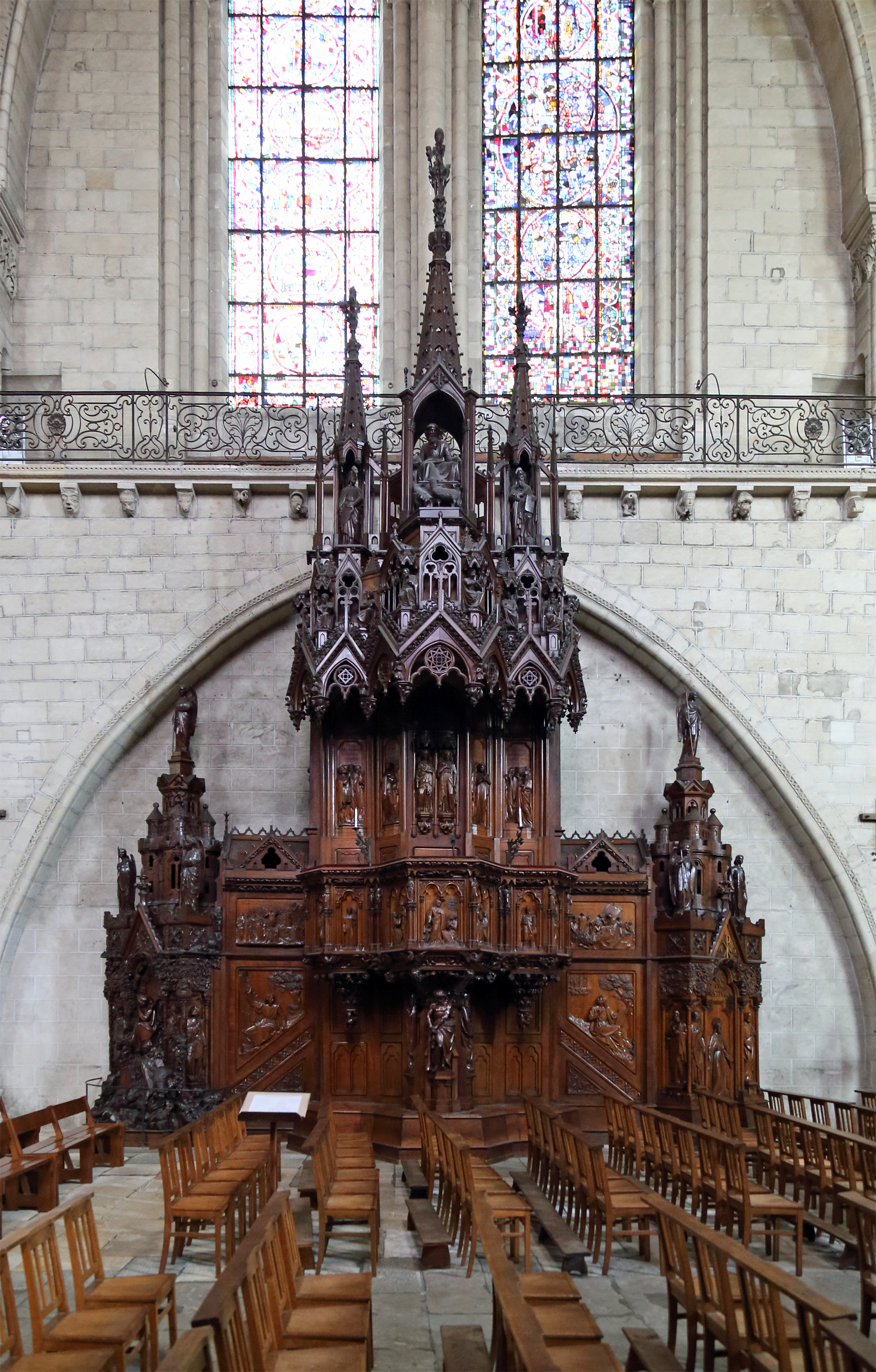
Pulpito
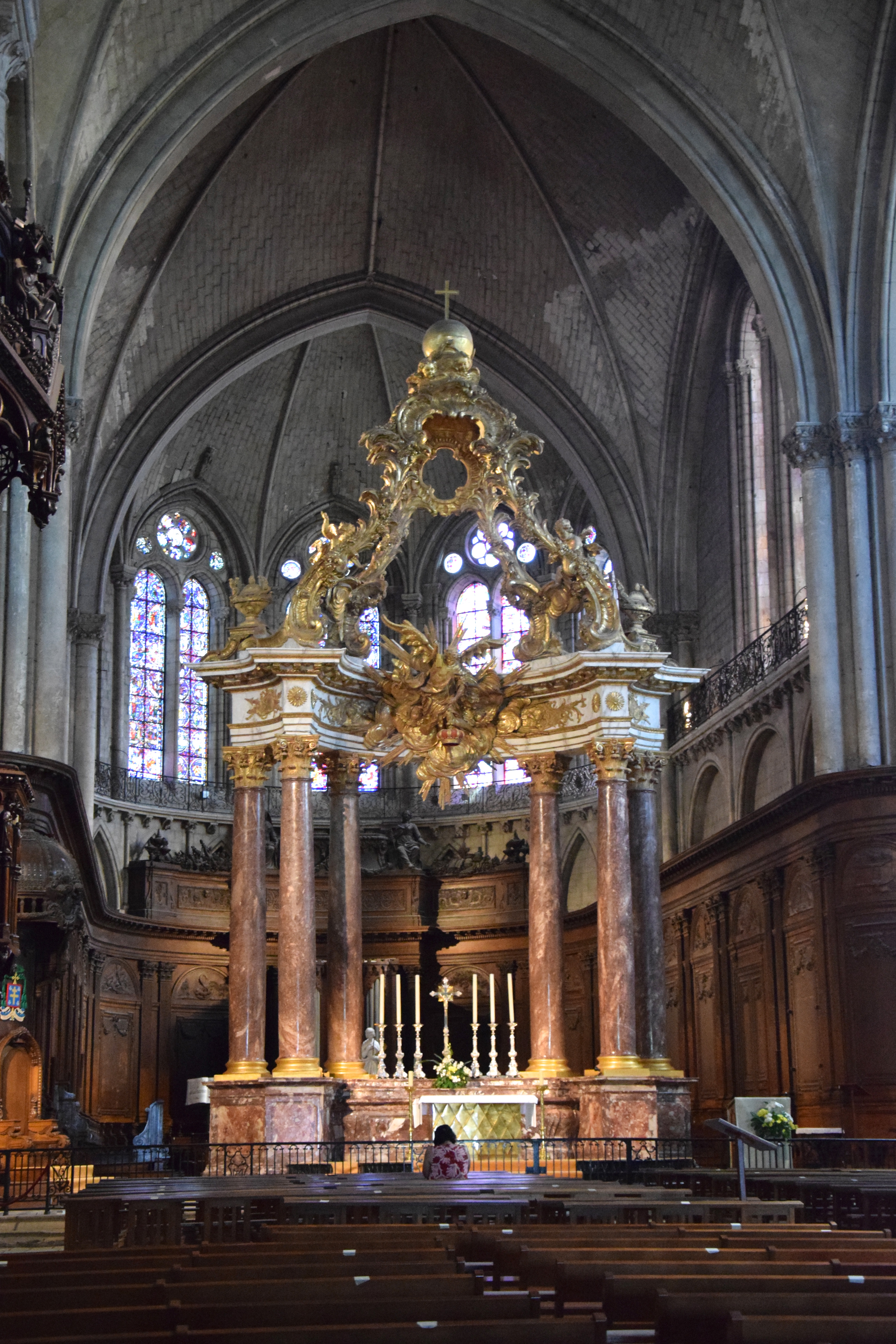
Ciborio e altare maggiore
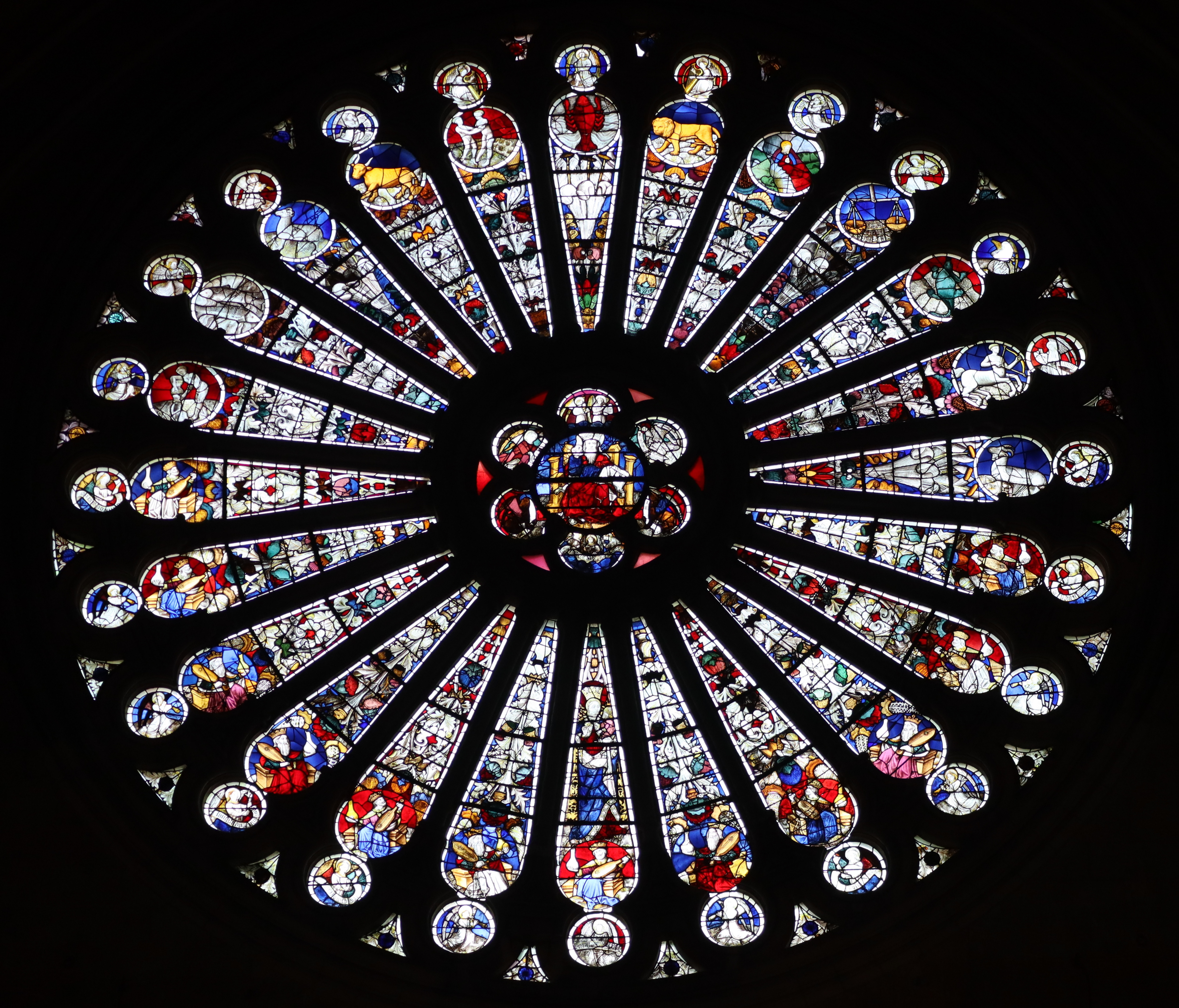
Rosone meridionale
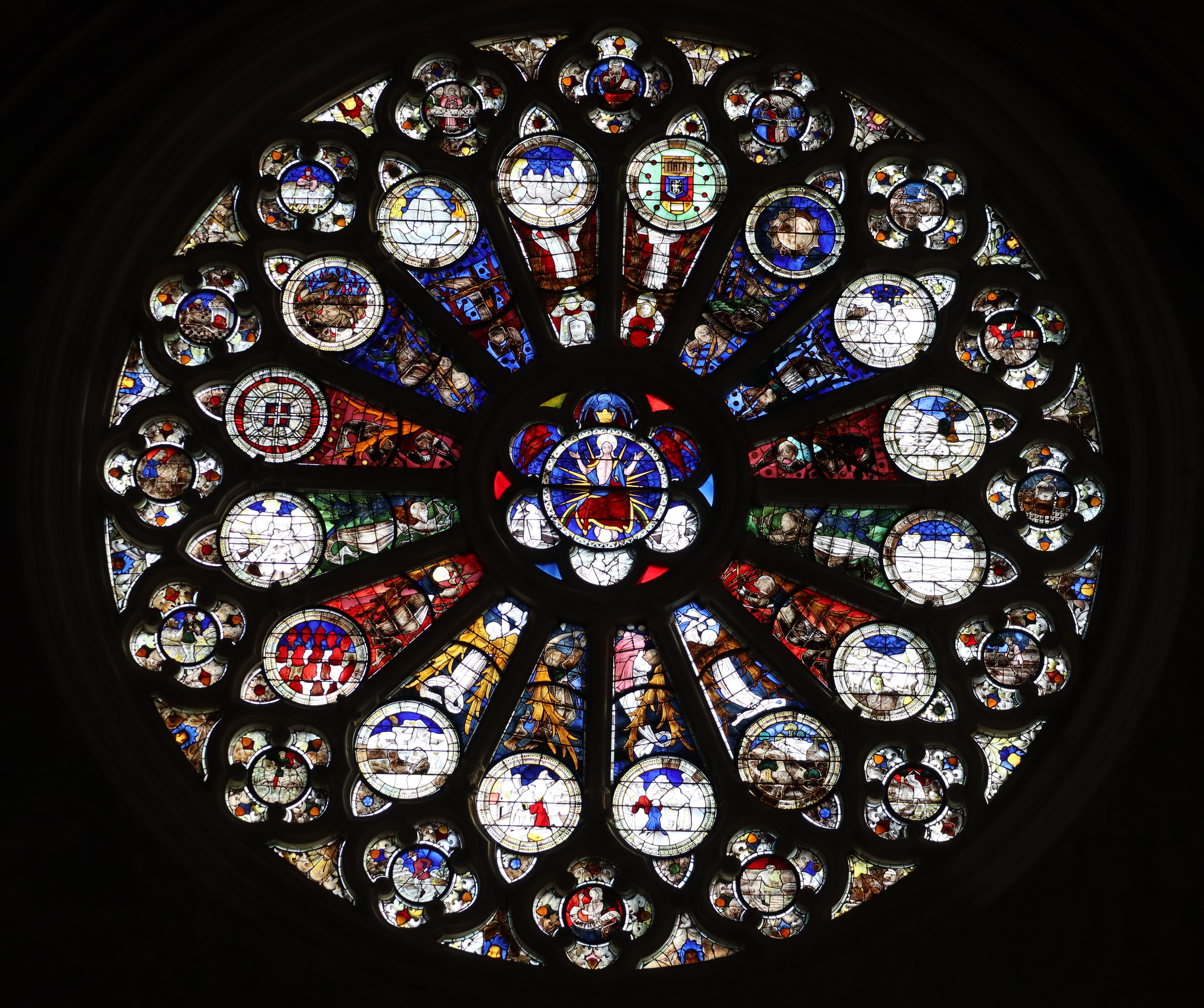
Rosone settentrionale
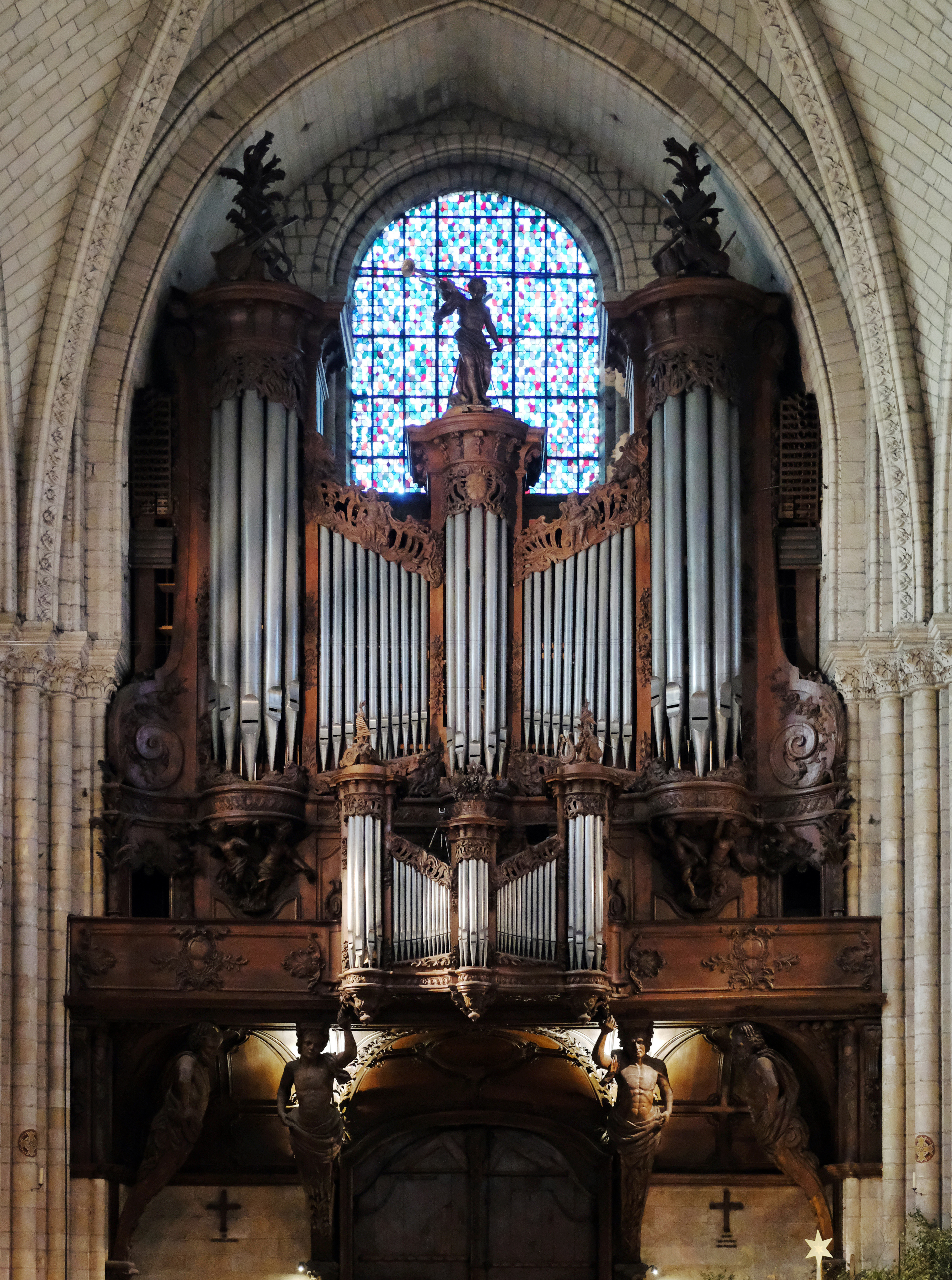
Organo maggiore